# Vuelo 800 de TWA (1964)
El vuelo 800 de Trans World Airlines fue un servicio internacional de pasajeros programado desde Kansas City, Misuri a El Cairo, República Árabe Unida (Hoy Egipto) a través de Chicago, Nueva York, París, Milán, Roma y Atenas. El Boeing 707 se estrelló durante el despegue en la pista 25 del aeropuerto Leonardo da Vinci-Fiumicino, Roma, a las 13:09 GMT en un vuelo al aeropuerto internacional de Atenas, Grecia, el 23 de noviembre de 1964.
Cuando la aeronave alcanzó los 80 nudos durante su recorrido de despegue, los instrumentos del motor número 4 indicaron empuje cero. La tripulación de vuelo asumió que este motor había fallado; dado que la aeronave se encontraba por debajo de su V 1 , lo más seguro fue abortar el despegue, lo que se hizo cuando la aeronave se encontraba a unos 800 metros de la pista. Esto se logró ordenando un empuje inverso completo en todos los motores, así como desplegando sus inversores de empuje. El avión comenzó a reducir la velocidad, pero no tan rápido como se esperaba. Su dirección tampoco funcionaba normalmente.
Cuando un compactador comenzó a cruzar la pista, la aeronave no pudo evitar chocar contra él. Finalmente, la aeronave se detuvo otros 260 metros por la pista y comenzó una evacuación. Dicho esto, el humo y las llamas bloquearon la mayoría de las salidas de pasajeros, lo que hizo que el escape fuera lento, y después de que solo 23 de las 73 personas a bordo hubieran evacuado, el avión explotó, matando a los 50 restantes.
Una víctima mortal destacada fue el pasajero del Reverendísimo Edward Celestin Daly, OP, obispo de la diócesis católica de Des Moines, Iowa, en los Estados Unidos, que acababa de participar en el Concilio Vaticano II.

## Causa

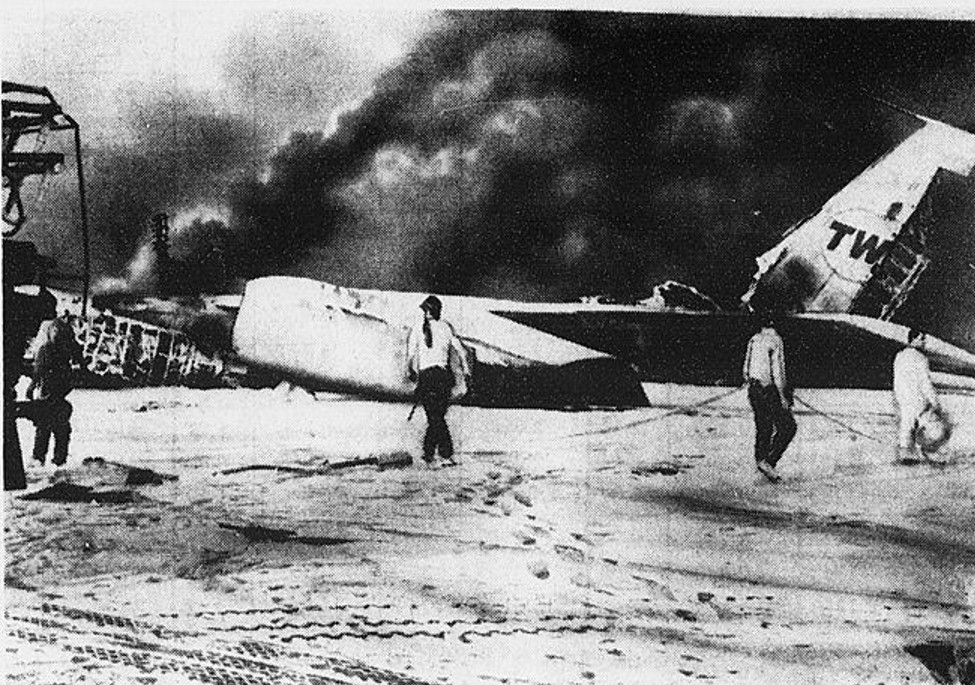
Zona del accidente.

Se determinó que la causa raíz del accidente fue un sistema de empuje inverso del motor número 2 que no funcionaba, aunque los instrumentos de la cabina mostraron que el inversor se había desplegado. Esto fue causado por la desconexión de un conducto, lo que resultó en una falta de presión en el mecanismo de accionamiento neumático de la puerta bivalva. Este mal funcionamiento permitió el desarrollo de un empuje hacia adelante considerable por parte del motor número 2 a pesar de que las palancas de empuje de los cuatro motores estaban en la posición "reversa", lo que aumentó la distancia de frenado del avión y le dio una tendencia a virar hacia la derecha.
En el momento del accidente se estaban realizando trabajos de mantenimiento en el final de la pista 25 al mismo tiempo que la misma estaba siendo utilizada por aeronaves. Esto se consideró seguro ya que la cantidad de pista restante excedía la requerida por el Boeing 707 para el despegue, el despegue interrumpido o el aterrizaje. Pero no se concedieron concesiones a una aeronave que no funcionaba con normalidad, como en el caso del vuelo 800. Así, un compactador de mantenimiento cruzaba la pista por la derecha en el momento en que la aeronave intentaba detener su despegue; debido a la asimetría de empuje antes mencionada, la aeronave no pudo evitar el compactador y el motor número 4 impactó contra él, arrancando dicho motor de su pilón alar.
A pesar de que la tripulación de la aeronave siguió los procedimientos adecuados para un despegue interrumpido (apagar los motores y los sistemas hidráulicos) después de que la aeronave se detuviera, la fuga de combustible de los tanques de las alas conectados al pilón dañado se incendió, probablemente debido al cableado eléctrico expuesto y con chispas causado por el daño. Tras ser informados del incendio, la tripulación activó los sistemas de extinción de incendios de los motores, pero esto no tuvo ningún efecto ya que el combustible y las llamas ya se habían extendido hasta el punto de dificultar las labores de evacuación. Finalmente, el fuego alcanzó los tanques de combustible del fuselaje, que estaban en su mayoría vacíos excepto por los vapores de combustible volátiles que se encendieron y explotaron, destruyendo la aeronave.
Como la NTSB no existía en el momento de este accidente, es difícil encontrar registros de las razones de la aparente falla del motor 4 y por qué se desconectó el inversor de empuje del motor 2. Se puede encontrar más información en un libro publicado en 1967, llamado Airline Safety is a Myth . Fue escrito por el capitán de este avión, Vernon William Lowell. Sobrevivió al accidente y se convirtió en un apasionado defensor de la mejora de la seguridad en los viajes aéreos; muchas de sus sugerencias se implementaron posteriormente.